# Mary Katherine Gallagher

Mary Katherine Gallagher es un personaje de ficción inventado y retratado por Molly Shannon de 1995 a 2001 en Saturday Night Live. 

## Carácter
Mary Katherine Gallagher es un personaje ficticio retratado e interpretado por la actriz Molly Shannon en Saturday Night Live y en la película de 1999 Superstar, Gallagher es una torpe estudiante de la escuela católica que aspira a ser una superestrella musical.

## Episodios con Gallagher
- 28 de octubre de 1995 anfitrión: Gabriel Byrne
- 2 de diciembre de 1995 anfitrión: Anthony Edwards
- 13 de enero de 1996 anfitrión: Christopher Walken
- 24 de febrero de 1996 anfitrión: Elle Macpherson
- 20 de abril de 1996 anfitrión: Teri Hatcher
- 5 de octubre de 1996 anfitrión: Lisa Kudrow
- 16 de noviembre de 1996 anfitrión: Robert Downey Jr.
- 14 de diciembre de 1996 anfitrión: Rosie O 'Donnell
- 22 de febrero de 1997 anfitrión: Alec Baldwin
- 22 de marzo de 1997 anfitrión: Mike Myers
- 17 de mayo de 1997 anfitrión: Jeff Goldblum
- 25 de octubre de 1997 anfitrión: Chris Farley
- 22 de noviembre de 1997 anfitrión: Rudy Giuliani
- 7 de marzo de 1998 anfitrión: Scott Wolf
- 21 de noviembre de 1998 anfitrión: Jennifer Love Hewitt
- 2 de octubre de 1999 anfitrión: Jerry Seinfeld
- 17 de febrero de 2001 anfitrión: Sean Hayes
- 12 de mayo de 2007 anfitrión: Molly Shannon

- Datos: Q6779988